# シャノワール
株式会社シャノワール（英: Chatnoir Co.,Ltd.）は、大阪府大東市に本社を置く、フランス洋菓子チェーンのひとつ。

## 概要
社名は、フランス語で「シャ」は猫、「ノワール」は黒で、ヨーロッパで幸福を呼ぶといわれる黒猫からとられており、各店舗にも大きな黒猫の像が設置されている。
店舗は大阪を中心に、本店を含み12店舗展開されている。

## 沿革
※公式サイトより引用
- 1994年（平成6年）11月 - 有限会社ドルチェを設立
- 1995年（平成7年）6月 - シャノワール吉田店がオープン
- 1996年（平成8年）12月 - 本社工場竣工（本社・本店・工場・倉庫）
- 1999年（平成11年）7月 - シャノワール鶴見緑地店がオープン
- 2000年（平成12年）10月 - シャノワール中環門真店がオープン
- 2005年（平成17年）
  - 9月 - 株式会社ドルチェに改組
  - 11月 - シャノワールGARE住道店がオープン
- 2007年（平成19年）
  - 3月 - 資本金を2,300万円に増資
  - 8月1日 - 株式会社ドルチェと有限会社こころコーポレーションが合併[4]
  - 8月3日 - シャノワール中環門真店がリニューアルオープン[4]
- 2008年（平成20年）
  - 7月18日 - シャノワール鶴見緑地店がリニューアルオープン[5]
  - 10月 - 資本金を3,300万円に増資
  - 10月13日 - シャノワール東大阪店がオープン[6]
- 2009年（平成21年）
  - 2月1日 - オンラインショップがオープン[7]
  - 4月7日 - シャノワール長田ファブリカがオープン[8]
  - 9月25日 - シャノワールサロンをシャノワール本店に名称変更、全面改装リニューアル[9]
  - 10月4日 - シャノワール京阪守口店がオープン[9]
- 2010年（平成22年）
  - 7月8日 - シャノワール・カフェ古川橋店がオープン[10]
  - 7月9日 - ビューティー・サロン・シャノワールがオープン[10]
- 2011年（平成23年）
  - 2月4日 - ビユーティーサロン「シャノワール2号店」がオープン[11]
  - 3月20日 - シャノワール福島店がオープン[12]
  - 7月14日 - JangJang福茂千がオープン[13]
  - 7月15日 - シャノワール香里園店がオープン[13]
- 2012年（平成24年）
  - 4月29日 - シャノワール久宝寺店がオープン[14]
  - 5月2日 - シャノワールGARE住道店をシャノワールJR住道店に名称変更、全面改装リニューアル[15]
  - 7月14日 - シャノワール高井田店がオープン[16]
  - 9月26日 - JangJang福茂千が閉店[17]
  - 10月1日 - ビユーティーサロン「シャノワール」が個人営業に変更[17]
- 2013年（平成25年）
  - 10月 - 新社屋竣工（セントラルキッチン、本部事務所）
  - 10月15日 - シャノワール京阪守口店が閉店[18]
  - 10月16日 - シャノワール福島店が閉店[18]
  - 11月10日 - シャノワール内環緑店がオープン[19]
- 2014年（平成26年）
  - 10月 - 福茂千（大東店）をシャノワール・キッチン菜々彩にリニューアル
- 2015年（平成27年）
  - 6月12日 - シャノワール花園店がオープン[20]
- 2016年（平成28年）
  - 9月19日 - シャノワール吉田店がオープン[21]
  - 10月15日 - シャノワール寝屋川店がオープン[22][23]
- 2017年（平成29年）
  - 1月31日 - シャノワール・キッチン菜々彩が閉店[24]
- 2018年（平成30年）
  - 4月 - 株式会社シャノワールに社名変更
  - 12月13日 - シャノワール松井山手店がオープン[25]

## 店舗
- シャノワール大東店（本店）[26]
- シャノワール鶴見緑地店[27]
- シャノワール中環門真店[28]
- シャノワールJR住道店[29]
- シャノワール東大阪店[30]
- シャノワール香里園店[31]
- シャノワール久宝寺店[32]
- シャノワール内環緑店[33]
- シャノワール花園店[34]
- シャノワール寝屋川店[35]
- シャノワール古川橋店[36]
- シャノワール松井山手店[37]
- シャノワールららぽーと堺店[38]
- シャノワールららぽーと門真店[39]